# Игор Старовић
Игор Старовић (Ваљево, 1. новембар 1964 — Београд, 17. мај 2022) био је српски и југословенски певач.

## Биографија
Провео је десет година у групи Дивљи кестен, где је био фронтмен, композитор и аранжер. Старовић је по образовању био археолог. Био је у вези са водитељком Драганом Катић.
Преминуо је 17. маја 2022, после краће болести, у 58. години.  Уз музику и археологију његова велика љубав била је и кошарка, а био је кадетски репрезентативац Југославије у кошарци.
Игор Старовић је у младости, пре „Дивљег кестена”, био вокал групе „Нова земља” из Ваљева, победничког бенда на Гитаријади у Зајечару 1983. Две године касније издали су ЛП албум „Летачи” за ПГП РТБ. Између осталих, ту је и „Песма за поподне” Игора Старовића, уз музику Милана Ђурђевића, сада фронтмена „Неверних беба”. Басиста „Неверних беба” Владан Влајко Ђурђевић, је десет година, од првог разреда, делио ђачку клупу са Игором Старовићем.

## Дискографија

### Нова земља

#### Студијски албуми
- Летачи (1985)

### Дивљи кестен

#### Студијски албуми
- Дивљи кестен  (1993)
- Дивљи у срцу  (1995)
- Луди од љубави (1996)
- Ни сунца, ни кише (1998)
- Очи у очи  (2000)

#### Албуми уживо
- Ноћ са Кестеном — уживо, поп-фолк журка (2001)

#### Компилације
- Игор Старовић и Дивљи кестен — Заувек (2013)

### Соло

#### Студијски албуми
- Ујед љубави (2003)

#### Компилације
- Љубав (2008)

## Фестивали
МЕСАМ:
- Наташа (као вокал групе Дивљи кестен), друго место, '94
- Проклето ти било (као вокал групе Дивљи кестен) , '96

Пјесма Медитерана, Будва:
- Само једну сам волео (као вокал групе Дивљи кестен), '97

Сунчане скале, Херцег Нови:
- Нек ти кажу кише (као вокал групе Дивљи кестен), 2000

Подгорица:
- Лажем (као вокал групе Дивљи кестен), треће место, 2001

Радијски фестивал, Србија:
- Подвала (соло наступ), 2004
- То нисам ја (соло наступ), 2006